# Jeremy Evans
Jeremy Evans (ur. 24 października 1987 w Corssett) – amerykański koszykarz, występujący na pozycji skrzydłowego.

## Kariera
Został wybrany z numerem 55 w Drafcie NBA 2010 przez Utah Jazz.
22 lutego 2012 został ogłoszony uczestnikiem Slam Dunk Contest 2012, zastępując kontuzjowanego Imana Shumperta z New York Knicks. 3 dni później zwyciężył w konkursie z przewagą 29% głosów nad drugim Paulem George'em.
31 lipca 2015 podpisał umowę z Dallas Mavericks. 7 lipca 2016 został zawodnikiem Indiany Pacers. 21 września 2017 podpisał umowę z Atlantą Hawks. 13 października został zwolniony.
31 marca 2018 podpisał 10-dniową umowę z Atlantą Hawks.
21 sierpnia 2018 dołączył do tureckiej Darüşşafaki.
31 lipca 2020 opuścił klub Chimek Moskwa. 24 lutego 2021 został zawodnikiem włoskiej Olimpii Mediolan. 31 maja opuścił klub. 

## Osiągnięcia
Stan na 1 czerwca 2021, na podstawie, o ile nie zaznaczono inaczej.
NCAA
- Uczestnik rozgrywek:
  - Sweet Sixteen turnieju NCAA (2008)
  - rundy 32 turnieju NCAA (2008, 2009)
- Mistrz:
  - sezonu regularnego:
    - konferencji Sun Belt (2008, 2009)
    - dywizji Sun Belt East (2007, 2008)

  - turnieju konferencji Sun Belt (2008, 2009)
- MVP turnieju konferencji Sun Belt (2008)
- Zaliczony do I składu turnieju konferencji Sun Belt (2008)

NBA
- Zwycięzca konkursu wsadów NBA (2012)
- Uczestnik konkursu wsadów NBA (2012, 2013)
- Zaliczony do składu Honorable Mention podczas rozgrywek letniej ligi NBA Orlando (2012)

Inne
- Wicemistrz Rosji/VTB (2017)
- Lider ligi tureckiej w blokach (2019)